# Нечестных прошу не беспокоить
«Нечестных прошу не беспокоить» или «Если ты — та» (кит. 非誠勿擾) — романтическая комедия с элементами мелодрамы, повествующая о мужчине, ищущем подходящюю вторую половину. Премьера состоялась 18 декабря 2008 г. Фильм имел успешные сборы в китайском прокате: $53.7 млн. Сиквел фильма был создан в 2010 году под названием Нечестных прошу не беспокоить 2.

## Сюжет
Цинь Фэн (Гэ Ю) возвращается из США на родину, где хочет найти себе невесту «современную снаружи, старомодную внутри». Но среди всех, ему приходится по душе только красавица Лян (Шу Ци), которая любит женатого мужчину. Она предлагает ему на ней жениться, но с одним условием: если ей будет позволено думать о другом.

## В главных ролях
- Гэ Ю
- Шу Ци
- Фан Чжунсинь
- Вивиан Чу
- Фань Вэй

## Перевод
Перевод на русский язык осуществлялся участниками сайта chinafilm.tv в 2010 году, озвучено студией кубик в кубе.

## Премьера
- Китай — 18 декабря 2008
- Гонконг — 25 декабря 2008
- Сингапур — 27 февраля 2009
- Тайвань — 23 июня 2009
- Япония — 20 февраля 2010